# Giovanni Andrea Lazzarini

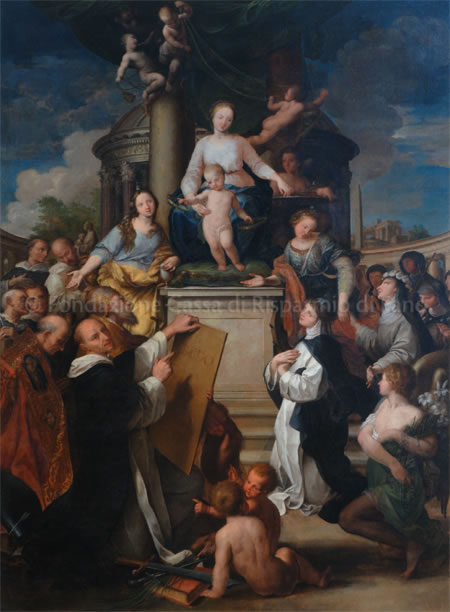
Madonna col Bambino, Pinacoteca S. Domenico, Fano.

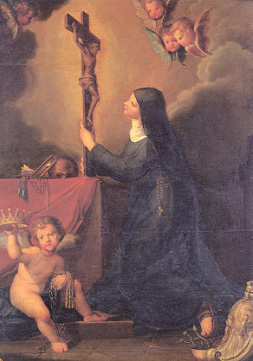
Beata Serafina in preghiera.

Giovanni Andrea Lazzarini (Pesaro, 19 novembre 1710 – Pesaro, 7 settembre 1801) è stato un pittore e poeta italiano del tardo barocco.

## Biografia
Fu istruito in pittura da Francesco Mancini, studiò a Roma dal 1734 al 1749, e lavorò successivamente a Venezia e Forlì con uno stile che ricorda Carlo Cignani. Si distinse come pittore di affreschi. Era, tuttavia, un insegnante migliore che un artista. Era erudito e scrisse molto, tra cui Descrizione della cupola d'Assisi, Catalogo ragionato delle pitture della chiesa di Pesaro e un libro sulla Pittura. Fu professore all'Accademia di Pesaro dal 1753.
Tra i suoi allievi vi fu Pietro Marchioretto. Le sue opere furono dipinte per Gualdo, vicino a Rimini, e per le cattedrali di Osimo, Foligno, Ancona e Pesaro. Dipinse anche per la chiesa di Sant'Agostino a Pesaro.
Morì a Pesaro. A lui è intitolata la piazza antistante il Teatro Rossini di Pesaro.

## Pubblicazioni
- Giovanni Andrea Lazzarini, Catalogo delle pitture che si conservano nelle chiese di Pesaro, Pesaro, Casa Gavelli, 1783.